# Yours Truly, Angry Mob
Albums de Kaiser Chiefs
Employment
(2005) Off with Their Heads
(2008)
Singles
1. Ruby
Sortie : 5 février 2007
2. Everything Is Average Nowadays
Sortie : 21 mai 2007
3. The Angry Mob
Sortie : 20 août 2007

Yours Truly, Angry Mob est le deuxième album du groupe britannique de rock Kaiser Chiefs, publié le 26 février 2007 par B-Unique Records au Royaume-Uni et Universal Motown Records aux États-Unis.

## Liste des chansons
Toutes les chansons sont écrites et composées par Kaiser Chiefs.
| No  | Titre                                      | Durée |
| --- | ------------------------------------------ | ----- |
| 1.  | Ruby                                       | 3:25  |
| 2.  | The Angry Mob                              | 4:48  |
| 3.  | Heat Dies Down                             | 3:57  |
| 4.  | Highroyds                                  | 3:19  |
| 5.  | Love's Not a Competition (But I'm Winning) | 3:17  |
| 6.  | Thank You Very Much                        | 2:37  |
| 7.  | I Can Do It Without You                    | 3:24  |
| 8.  | My Kind of Guy                             | 4:06  |
| 9.  | Everything Is Average Nowadays             | 2:44  |
| 10. | Boxing Champ/Learnt My Lesson Well         | 5:25  |
| 11. | Try Your Best                              | 3:42  |
| 12. | Retirement                                 | 3:53  |

## Classements et certifications
| Classement musical                           | Meilleure position |
| -------------------------------------------- | ------------------ |
| Allemagne (Media Control Charts)             | 6                  |
| Australie (ARIA)                             | 9                  |
| Autriche (Ö3 Austria Top 40)                 | 5                  |
| Belgique (Flandre Ultratop)                  | 2                  |
| Belgique (Wallonie Ultratop)                 | 30                 |
| Danemark (Tracklisten)                       | 29                 |
| Espagne (Promusicae)                         | 37                 |
| États-Unis (Billboard 200)                   | 45                 |
| France (SNEP)                                | 45                 |
| Irlande (Irish Recorded Music Association)   | 2                  |
| Italie (FIMI)                                | 56                 |
| Norvège (VG-lista)                           | 13                 |
| Nouvelle-Zélande (RIANZ)                     | 39                 |
| Pays-Bas (Mega Album Top 100)                | 1                  |
| Portugal (Associação Fonográfica Portuguesa) | 29                 |
| Royaume-Uni (UK Albums Chart)                | 1                  |
| Suède (Sverigetopplistan)                    | 31                 |
| Suisse (Schweizer Hitparade)                 | 11                 |

| Pays        | Ventes    | Certifications |
| ----------- | --------- | -------------- |
| Australie   | 35 000 +  | Or             |
| Autriche    | 10 000 +  | Or             |
| Belgique    | 15 000 +  | Or             |
| Irlande     | 15 000 +  | Platine.       |
| Royaume-Uni | 600 000 + | 2 × Platine    |

## Accueil critique
L'album a recueilli dans l'ensemble d'assez bonnes critiques musicales, obtenant un score de 61⁄100, sur la base de 29 critiques collectées, sur Metacritic.
Caroline Sullivan, du Guardian, lui donne 4 étoiles sur 5. Mark Beaumont, du New Musical Express, lui donne la note de 7/10. Josh Modell, de Spin, lui donne la note de 7/10. Le webzine albumrock lui donne 3,5 étoiles sur 5. James Monger, d'AllMusic, lui donne 3 étoiles sur 5.
Elizabeth Newton, de PopMatters, lui donne la note de 6/10. Noel Murray, de The A.V. Club, lui donne la note de C. Eric Harvey, de Pitchfork, lui donne la note de 5/10. Dom Gourlay, de Drowned in Sound, lui donne la note de 3/10.